# Kumtähdenkenttä
Le parc de Kumtähti ou champ de Kumtähti (finnois : Kumtähdenkenttä) est un petit parc du quartier Toukola à Helsinki en Finlande,.

## Présentation
Le parc est situé entre les rues Hämeentie, Kustaa Vaasa et Floorantie, à environ quatre kilomètres au nord-est du centre-ville d'Helsinki. 
La zone du parc triangulaire couvre une superficie de 1,9 hectare. Le parc appartient à la ville d'Helsinki.
Le campus de Kumpula de l'Université d'Helsinki est a proximité du parc.

## Histoire
Au XIXe siècle, le champ de Kumtähti, qui faisait partie des terres du manoir de Kumpula, était à l'extérieur d'Helsinki, le long de la route menant à la ville.
Les étudiants y ont fêté à plusieurs reprises la fête du printemps (fi), le jour de Flore le 13 mai. 
Les festivités y ont été célébrées de 1831 à 1834. 
La plus célèbre de ces célébrations a eu lieu en 1848, lorsque la chanson Maamme a été jouée pour la première fois en public.
Lors du centenaire de l'événement, le 13 mai 1948, un monument à l'hymne Maamme, sculpté  par Erik Bryggman et Viktor Jansson et y a été érigé par la Fondation Pro Helsingfors et l'Union des étudiants de l'université d'Helsinki.

## Étymologie
À certaines époques, le parc a été nommé Toukoniitty, le nom évoquait les festivités printanières tenues en mai ainsi que le nom du quartier Toukola.
En 1990, cependant, l'ancien nom Kumtähdenkenttä est revenu à l'usage officiel selon la suggestion de l'Université d'Helsinki.
Le nom est dérivé du nom suédois Gumtäkt du manoir de Kumpula, qui est également le nom suédois du quartier de Kumpula. 
Le nom finnois du quartier était aussi Kumtähti en 1909–1928, jusqu'à ce qu'il soit changé en Kumpula.
Aujourd'hui, la frontière entre les quartiers de Kumpula et Toukola longe la rue Gustav Vaasa, et le parc est donc considéré comme appartenant à Toukola.